# La escuela de los celosos
La escuela de los celosos (título original en italiano, La scuola de' gelosi) es un drama jocoso en dos actos con música de Antonio Salieri y libreto de Caterino Mazzolà. Se estrenó el 28 de diciembre de 1778 en el Teatro San Moisé de Venecia. 
Pronto, con el texto revisado por Lorenzo Da Ponte, la ópera se puso en escena en una segunda versión el 22 de abril de 1783 en el Burgtheater de Viena. La escuela de los celosos fue, en vida de Salieri, una de sus más apreciadas óperas cómicas. Se mantuvo regularmente en el repertorio de los mayores teatros europeos hasta el año 1809. 